# Niclas Olofsson
Niclas Olofsson, född 19 februari 1975 i Linköping i Sverige, är en svensk innebandymålvakt. Olofsson har vunnit VM-guld med Sverige 2002, 2004 och 2006. Idag [när?] jobbar han med ett av världens största innebandymärken, Fat Pipe, på svenska marknaden.